# McLaren MP4-17
McLaren MP4-17  je vůz Formule 1 stáje West McLaren Mercedes, který se účastnil mistrovství světa v roce 2002 a také roku 2003.

## McLaren
- Model: McLaren MP4-17
- Rok výroby: 2002
- Země původu: Velká Británie
- Konstruktér: Adrian Newey, Neil Oatley
- Debut v F1: Grand Prix Austrálie 2002

## MP4-17
MP4-17 je název závodního monopostu formule 1, který v roce 2002 používala stáj West McLaren Mercedes. Monopost navrhl designér Adrian Newey a stal se přirozenou evolucí předchozího stroje MP4-16. V tomto roce se stáji moc nedařilo získaly jen jedno jediné vítězství které pro ně vyjel David Coulthard v Grand Prix Monaka. Jeho novému stájovému kolegovy Kimimu Raikkonenovi se moc nedařilo jelikož trpěl na časté výpadky ze závodu a na konci roku si pohoršili jedno místo oproti roku 2001 a skončili za Williamsem na 3 místě se 65 body.

## MP4-17D
MP4-17D Byla vylepšená verze vozu MP4-17 který Mclaren nasadil pro rok 2003 z důvodu nespolehlivosti a neotestovanosti vozu MP4-18. MP4-17D měl vylepšenou aerodynamiku a nový motor od Mercedesu. V tomto roce získal tým McLaren dvě vítězství které vyjel jak David Coulthard tak i Kimi Raikkonen který bojoval o titul mistra světa s Michaelem Schumacherem z Ferrari do posledního závodu sezony, který ale prohrál o pouhé dva body. Celkově v tomto roce tým skončil znovu třetí ale o dva body za týmem Williams.

## Výsledky
| Rok  | Šasi            | Motor                                                       | Pneu | No. | Jezdec    | 1   | 2   | 3   | 4   | 5   | 6   | 7   | 8   | 9   | 10  | 11  | 12  | 13  | 14  | 15  | 16  | 17  | Body | Umístění |
| ---- | --------------- | ----------------------------------------------------------- | ---- | --- | --------- | --- | --- | --- | --- | --- | --- | --- | --- | --- | --- | --- | --- | --- | --- | --- | --- | --- | ---- | -------- |
| 2002 | McLaren MP4-17  | Mercedes-Ilmor FO110M 3.0 V10                               | M    |     |           | AUS | MAL | BRA | SMR | ESP | AUT | MON | CAN | EUR | GBR | FRA | GER | HUN | BEL | ITA | USA | JPN | 65   | 3.       |
| 2002 | McLaren MP4-17  | Mercedes-Ilmor FO110M 3.0 V10                               | M    | 3   | Coulthard | Ret | Ret | 3   | 6   | 3   | 6   | 1   | 2   | Ret | 10  | 3   | 5   | 5   | 4   | 7   | 3   | Ret | 65   | 3.       |
| 2002 | McLaren MP4-17  | Mercedes-Ilmor FO110M 3.0 V10                               | M    | 4   | Räikkönen | 3   | Ret | 12  | Ret | Ret | Ret | Ret | 4   | 3   | Ret | 2   | Ret | 4   | Ret | Ret | Ret | 3   | 65   | 3.       |
| 2003 | McLaren MP4-17D | Mercedes-Ilmor FO110M 3.0 V10 Mercedes-Ilmor FO110P 3.0 V10 | M    |     |           | AUS | MAL | BRA | SMR | ESP | AUT | MON | CAN | EUR | FRA | GBR | GER | HUN | ITA | USA | JPN |     | 142  | 3.       |
| 2003 | McLaren MP4-17D | Mercedes-Ilmor FO110M 3.0 V10 Mercedes-Ilmor FO110P 3.0 V10 | M    | 5   | Coulthard | 1   | Ret | 4   | 5   | Ret | 5   | 7   | Ret | 15  | 5   | 5   | 2   | 5   | Ret | Ret | 3   |     | 142  | 3.       |
| 2003 | McLaren MP4-17D | Mercedes-Ilmor FO110M 3.0 V10 Mercedes-Ilmor FO110P 3.0 V10 | M    | 6   | Räikkönen | 3   | 1   | 2   | 2   | Ret | 2   | 2   | 6   | Ret | 4   | 3   | Ret | 2   | 4   | 2   | 2   |     | 142  | 3.       |